# Goranci (Ort)
Goranci ist ein lang gestreckter Gebirgsort auf etwa 650 m in Bosnien und Herzegowina, nordwestlich von Mostar.

## Bevölkerung
Die Bevölkerung war bis zum Bosnienkrieg zu 81 % kroatisch; 18 % der Einwohner zählten sich zur serbischen Minderheit. Bosniaken waren im Ort nicht ansässig. Die serbischen Bewohner sind zumeist in die Republika Srpska umgesiedelt. Zur Volkszählung 2013 hatte der Ort noch 181 Einwohner.
In der Ortsmitte befinden sich eine katholische Kirche mit Friedhof sowie ein serbisch-orthodoxer Friedhof. Eine serbisch-orthodoxe Kirche gab es im Ort nie. 
Der Ort Goranci ist ein Opfer der Landflucht geworden, denn die jungen Leute sind schon seit den 1970er Jahren in die 13 km entferne Stadt Mostar gezogen. Viele von ihnen haben in den Hügeln des Neretva-Tales zwischen der Altstadt von Mostar und Goranci ihre Häuser gebaut, so dass alte Nachbarn aus dem Dorf auch Nachbarn in den Vororten geblieben sind. Die Ortsteile, die vorwiegend von Menschen aus Goranci bewohnt werden, heißen Cim, Vihovići und Ilići.
Eine Großzahl der jungen Dorfbewohner, die in den 1970er Jahren keine oder nur schlechte Arbeit in Mostar finden konnte, ist nach Deutschland (vor allem nach Stuttgart, München, Rhein-Main-, Rhein-Neckar- und das Ruhrgebiet) gezogen. 
Einige ehemalige Dorfbewohner bzw. deren Nachkommen bauen auf den väterlichen Anwesen Wochenendhäuser, um der Sommerhitze in Mostar zu entkommen.
Die ehemalige Dorfschule, die in den 1950er und 60er Jahren zeitweise pro Jahrgang über 30 Schüler hatte, ist heute geschlossen. Die wenigen Kinder fahren nach Mostar zur Schule. 
Waren im Jahr 1962 in der katholischen Gemeinde Mariä Himmelfahrt noch 2314 Mitglieder registriert, fiel die Zahl 1975 auf 1750 und 1992 auf 600. Im Jahr 2002 hatte die Gemeinde nur noch 297 Mitglieder.

## Name
Der Name ist entweder abgeleitet vom serbokroatischen Verb goriti (‚brennen‘) oder vom Namen des Nachbarortes Raška Gora. Raška ist ein vom Substantiv rašak (‚Wassernuss‘ bzw. ‚Wasserkastanie‘) abgeleitetes Adjektiv; gora bedeutet ‚Wald‘ bzw. ‚bewaldeter Berg‘. Goranci würde demnach so etwas wie ‚die Waldbewohner‘ bzw. ‚die Bergbewohner‘ bedeuten.

## Andere Orte mit selben oder ähnlichen Namen
- Goranci (Kroatien)
- Goranci (Bosnien und Herzegowina)
- Goranci (Serbien und Montenegro)
- Goranci (Mazedonien)
- Goranci (Mazedonien)

In Zagreb, der kroatischen Hauptstadt, gibt es einen Ortsteil mit dem ähnlich klingenden Namen Gorenci.

## Ortsteile
Gradina, Podgradina, Goranačka gomila, Hamzevina, Raskršće, Miljevci, Modrave, Puzevina, Plandište, Vučjaci, Kulašin, Staro selo, Bašića Guvno, Sovići 